# Chã de Alegria
Chã de Alegria este un oraș în Pernambuco (PE), Brazilia.